# Soliperla fenderi
Soliperla fenderi is een steenvlieg uit de familie Peltoperlidae. De wetenschappelijke naam van de soort is voor het eerst geldig gepubliceerd in 1955 door Jewett.